# Rhexistasie
La théorie de la biorhexistasie est due à Henri Erhart, spécialiste des sols (1898-1982). Elle cherche à mettre en évidence les liens entre l'évolution des sols sur les continents et la formation des sédiments en milieu lacustre ou marin en distinguant des phases de biostasie et des phases de rhexistasie :
- En période de biostasie[2], les sols sont couverts de végétation. Ils s'appauvrissent lentement par la dissolution chimique de leurs constituants ou la soustraction spécifique de leurs particules fines. En conséquence, des boues calcaires ou des argiles arrivent dans les eaux profondes[1].
- En période de rhexistasie[3], au contraire, la couverture végétale disparaît par incendie, changement climatique, bouleversement tectonique. Les sols sont alors érodés jusqu'à leur base si bien que la sédimentation devient grossière. Elle est faite alors des éléments constituant le corps du sol (sables, limons) ou même appartenant à la roche mère (cailloux).

Les idées d'Erhart ont été validées par de nombreuses observations (cf. géomorphologie).
Par exemple, une carrière de Diou, dans les sables et argiles du Bourbonnais, présente de la base au sommet : des argiles blanches et pures (kaolinites), puis un amas de troncs d'arbres noirs plus ou moins fossilisés représentant une phase de bouleversement, enfin des dépôts rougeâtres sablo-argileux associés localement à des passées sableuses [Favrot et al, 1973].